# Dorcadion gorbunovi
Dorcadion gorbunovi là một loài bọ cánh cứng trong họ Cerambycidae.